# Hebecephalus circus
Hebecephalus circus är en insektsart som beskrevs av Hamilton och Ross 1972. Hebecephalus circus ingår i släktet Hebecephalus och familjen dvärgstritar. Inga underarter finns listade i Catalogue of Life.